# Тоша Зайдель

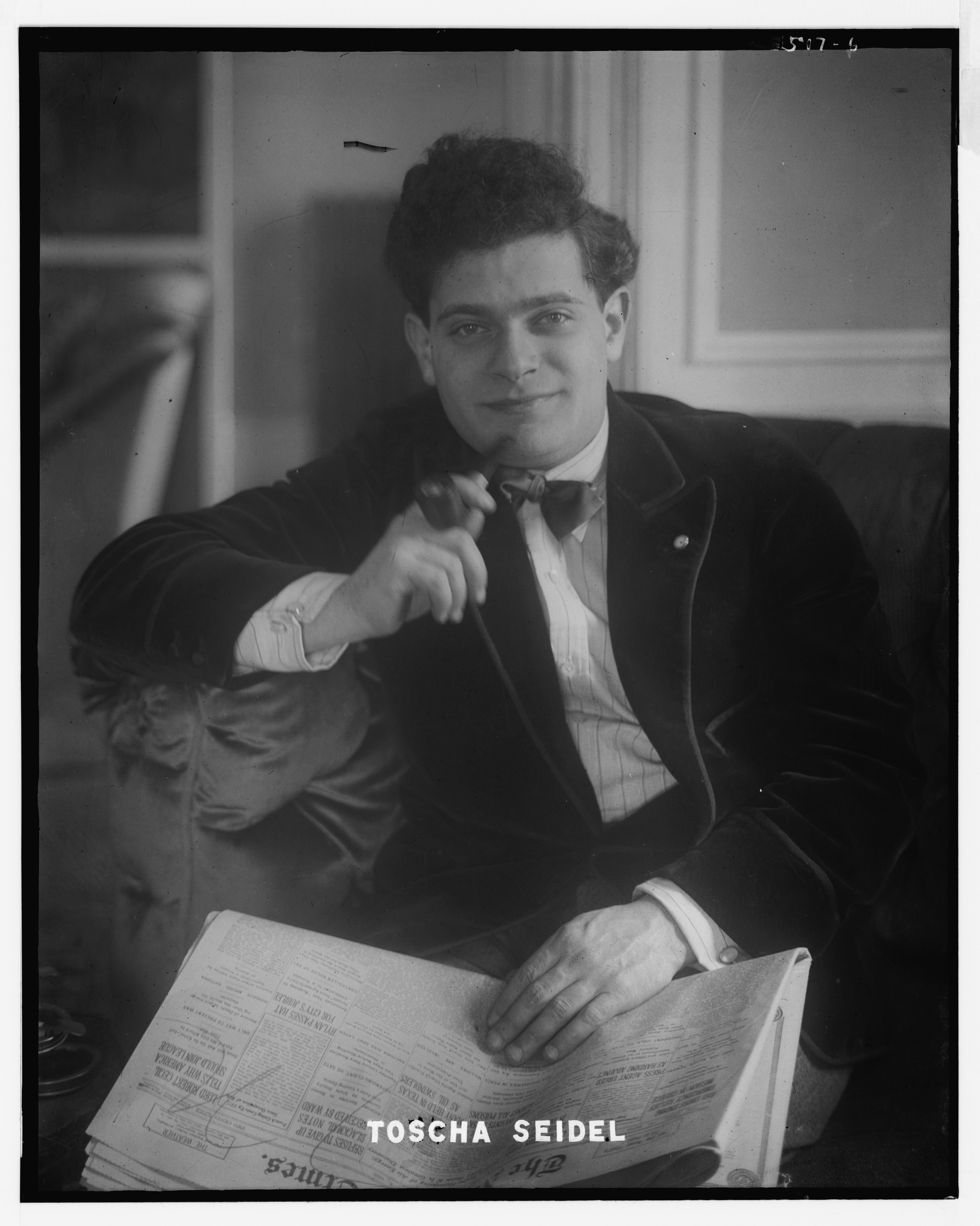
Фото Тоші Зайделя з колекції Джорджа Грентема Бейна (Бібліотека Конгресу США)

Тоша Зайдель (17 листопада 1899 — 15 листопада 1962) — американський скрипаль єврейського походження.

## Життєпис
Зайдель народився в Одесі 17 листопада 1899 року в єврейській родині Самуїла Зайделя і Тетяни Бірман. Навчався спершу в Одесі у Макса і Олександра Фідельманів, потім у Леопольда Ауера в Санкт-Петербурзі.
Зайдель став відомим завдяки пишному, романтичному тембру та унікальному і вільному рубато. У 1930-х роках емігрував до США. Після еміграції до США широко концертував.
Перш ніж потрапити до Голлівуду, де він зробив кар'єру на кіностудіях, він мав шоу на радіо CBS під назвою «Програма Тоші Зайделя»; він також був музичним директором цієї радіостанції. Він брав участь як соліст у кількох голлівудських постановках, зокрема у фільмах  «Інтермеццо», «Мелодія для трьох» і «Чарівник країни Оз». Він також був завзятим шахістом (як Міша Елман). У 1922 році Джордж Гершвін написав пісню про нього та його колег російсько-єврейських скрипалів-віртуозів під назвою «Міша, Яша, Тоша, Саша».
У 1930-х роках Зайдель щотижня виходив в ефір у власній передачі на радіостанції CBS.
У 1934 році Зайдель дав Альберту Ейнштейну урок гри на скрипці, а натомість отримав ескіз, на якому, як повідомляється, було показано скорочення довжини його теорії відносності.
Залишив низку помітних записів 1920-40-х років, зокрема сонати Йоганнеса Брамса (№ 1) та Едварда Ґріґа (№ 3) разом із піаністом Артуром Лессером, сонату Сезара Франка, сюїту Еріха Корнгольда з музики до п'єси Шекспіра «Багато галасу з нічого» (партія фортепіано – автор), кілька невеличких п'єс Моцарта, «Брамсіану» Володимира Бакалейнікова та ін.
Один зі старейшин американської музичної критики Гарольд Шонберг зарахував Зайделя, поряд з Яшею Хейфецем, Мішею Ельманом, Єфремом Цимбалістом і Натаном Мільштейном, до числа «юних єврейських скрипалів, яким судилося потрясти світ».
Помер 15 листопада 1962 року.

## Інструменти

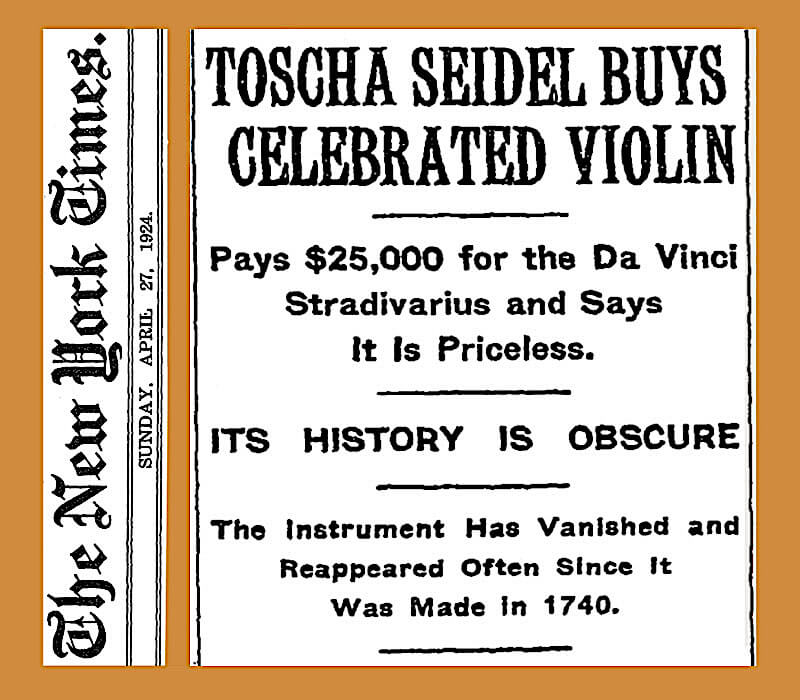
У 1924 році Зайдель купив скрипку Da Vinci Stradivarius за 25 000 доларів у приватного дилера з Берліна.

Зайдель грав на кількох відомих скрипках, зокрема:
- Антоніо Страдіварі, «да Вінчі» 1714 року (тепер відома як Екс-Зайдель), яку він придбав у 1924 році за 25 000 доларів і сказав, що не проміняє її і за мільйон[6]
- Джованні Баттіста Гваданьїні 1786 (тепер відома як Екс-Зайдель)
- Копія «Аларда Страдіварі» Жана Батиста Війома 1860 року

## Цитати
- «Хлопчик (Яша Хейфец) був одним із тих у групі молодих єврейських скрипалів, які пізніше вразили світ. Серед інших були Міша Ельман, Тоша Зайдель, Єфрем Цимбаліст і Натан Мільштейн». — New York Times Гарольда Шонберга, опубліковано: 12 грудня 1987 року.[10]